# Volumenkraft
Eine Volumenkraft ist eine Kraft, die im gesamten Innern eines abgegrenzten Volumens eines Körpers angreift. Dies unterscheidet sie von Oberflächenkräften, die auf (Teil-)Oberflächen des Körpers wirken. Volumenkräfte werden durch Felder (z. B. Erdbeschleunigung, Magnetismus) verursacht, daher heißen sie auch Feldkräfte.
Die Maßeinheit einer Volumenkraft in diesem Sinne ist das Newton. Beispiele für so eine Volumenkraft sind die Gewichtskraft, die (d’Alembertsche) Trägheitskraft oder die Coulombkraft.
Da die Größe der Kraft von der Größe des Volumens abhängig ist, werden Volumenkräfte in Anwendungsfällen der Technischen Mechanik oft auf das Volumen bezogen. Beim Grenzübergang des Volumens gegen null erhält man die lokale (spezifische) Volumenkraft {\displaystyle f} mit der Einheit {\displaystyle {\tfrac {\mathrm {N} }{\mathrm {m} ^{3}}}}. Ein solches Vorgehen bietet sich vor allem in der Strömungsmechanik an, dort ist die Volumenkraft Teil der Navier-Stokes-Gleichungen und beschreibt zusammen mit Oberflächenspannungen den Einfluss äußerer Kräfte.
Eine Volumenkraft in diesem Sinne, also mit der Maßeinheit Kraft- pro Volumeneinheit, ist eine Volumenkraftdichte, ein Beispiel ist die Wichte.